# Lukavice, Rychnov nad Kněžnou
Lukavice là một làng thuộc huyện Rychnov nad Kněžnou, vùng Královéhradecký, Cộng hòa Séc.